# Associação Cultural Casa do Beco
A  Casa do Beco, instituição sem fins lucrativos, é um espaço cultural e ponto de cultura localizado no Aglomerado Santa Lúcia, em Belo Horizonte, Minas Gerais. Criada por iniciativa de moradoras e moradores daquela comunidade, em 2003, surgiu do trabalho  artístico teatral do Grupo do Beco, criado em 1995. Reconhecida socialmente pela sua relevância cultural e contribuição social, a instituição tem por missão a transformação social por meio da criação, fruição e difusão artística e cultural. Representada juridicamente como Associação Cultural Casa do Beco, em dezembro de 2022, com anuência da comunidade e da família de Dona Izabel, passou a ser responsável também pela gestão da Fazendinha Dona Izabel, espaço reconhecido como patrimônio do município, em 1992, a pedido da própria comunidade.

## Histórico
Localizada aos pés da comunidade, na região Centro Sul da Cidade, a Casa do Beco tornou-se um Ponto de Cultura em 2010. Antes disto, teve como base o trabalho teatral desenvolvido pelo Grupo do Beco, criado por jovens moradores da comunidade do Aglomerado Santa Lúcia, como antes mencionado. O grupo, que já teve diferentes nomes, buscava sempre - a despeito das dificuldades financeiras - oportunidades para investir na formação artística e técnica de seus integrantes, com vistas à profissionalização. Entendiam que a arte do teatro, popular em sua origem, precisava voltar a ser do povo, na contemporaneidade. Assim, em 2001, as atrizes e os atores do grupo abraçaram uma formação oferecida pelo Galpão Cine Horto, do Grupo Galpão, em parceria com o Programa Arena da Cultura de Belo Horizonte: o Curso de Gestão Cultural para Grupos Teatrais. O curso, coordenado pelo Gestor e Produtor Cultural Romulo Avelar é considerado um "divisor de águas" para o trabalho do que é, hoje, a Casa do Beco, pois possibilitou aos grupos participantes trabalharem os mais diversos aspectos do ofício teatral - desde os aspectos relacionados à identidade dos grupos (o próprio Grupo do Beco chegou a este nome durante aquele processo), à elaboração, captação de recursos e gestão de projetos culturais, gestão institucional, produção cultural, comunicação, dentre outros.

Bendita a voz entre as mulheres, 2003.

A parceria com o Grupo Galpão perpetuou-se, para além daquela experiência de formação. Em 2003, o Grupo do Beco estreava o primeiro espetáculo produzido a partir da experiência do Curso de Gestão Cultural para Grupos Teatrais. O espetáculo "Bendita a voz entre as mulheres", foi realizado a partir do projeto "Mãos de Mulher", iniciado a partir de um exercício de elaboração vivenciado pelos artistas do grupo, durante o referido curso. Com assessoria voluntária de Romulo Avelar, o Grupo conseguiu aprimorar o projeto e submetê-lo a um edital da Lei Estadual de Incentivo à Cultura de Minas Gerais, sendo aprovado. O projeto viabilizou a pesquisa artística, que envolvia entrevistas com mais de 20 mulheres moradoras do Aglomerado Santa Lúcia, cujas histórias de vida foram a base da construção das personagens do espetáculo. Na estreia, em 08 de março de 2003, Dia Internacional das Mulheres, muitas moradoras e muitos moradores da comunidade assistiam, pela primeira vez na vida, uma peça de teatro, encenada em um espaço dentro da própria comunidade e com significativa cobertura da imprensa. Isto marcava uma mudança nas representações negativamente estereotipadas da comunidade e das favelas em geral veiculada nos meios de comunicação. O espetáculo, dirigido por Ana Domitila e Júlio Maciel, registrava em sua ficha técnica a contribuição de profissionais reconhecidos na cena cultural da cidade e do país - parceiros que apostavam no projeto que se constituía a partir daquela experiência e profundo engajamento do Grupo do Beco, então, com a comunidade e com a arte do Teatro.
"Bendita a voz entre as mulheres", em sua temporada de estreia teve circulação em diversas comunidades periféricas de Belo Horizonte e também em espaços culturais reconhecidos na cidade, como a sede do Teatro Andante, à época localizada no bairro de Santa Efigênia, em Belo Horizonte, o Centro Cultural da UFMG e o Galpão Cine Horto. Depois, ao longo dos anos 2000, teve circulação expandida para outras regiões da região metropolitana de Belo Horizonte e outros municípios de Minas Gerais.

### Cidadania com arte

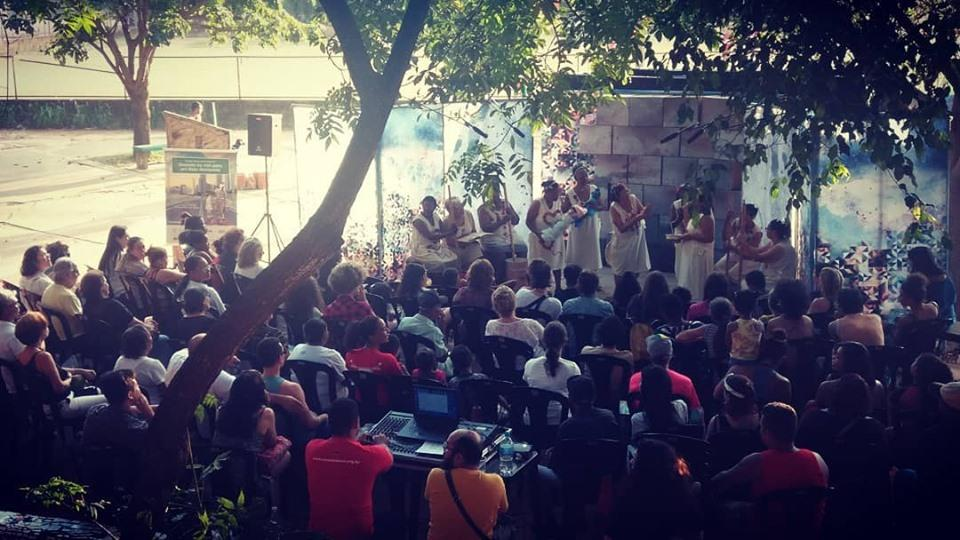

Não são celebridades e não buscam fama. Não conhecem o lado glamouroso das artes cênicas e não fazem questão. O destino é a Casa do Beco, no pé do morro. Nas aulas, recitam temas que nem precisavam ser escritos. O texto é a realidade delas, da comunidade, as afrontas, as distorções e as conquistas sociais, as transformações que a sobrevivência exige. E o palco é a terapia, o lazer, a escada para a autoestima, uma janela aberta para além dos horizontes da solidão, do preconceito, da discriminação e da rejeição. Cidadania com arte. É no que elas acreditam, como diz a panfletagem da casa. 
Desde sua criação, a Casa do Beco tem se destacado como um espaço de intercâmbio de experiências culturais diversas. Buscando promover formação humana e profissional por meio da arte e da cultura, a instituição disponibiliza para a comunidade e para o público em geral diversas atividades, na área do teatro, da dança e da produção audiovisual.
Sua programação contempla um perfil de público amplo e variado, tanto em relação às faixas etárias - atendendo desde crianças e adolescentes a adultos e idosos -, quanto aos pertencimentos socioeconômicos. Contudo, seu público prioritário é o da comunidade, constituída principalmente por pessoas pobres e negras, com poucas oportunidades de acesso ao usufruto da arte e da cultura.
Além da oferta de ações culturais acolhidas em parceria com outros artistas e grupos da cidade de de fora dela, a instituição possui como um dos seus cernes, um núcleo de criação artística (Núcleo para Criar, Encantar e Transformar). Por meio dele, propõe-se a produção de espetáculos artísticos que tenham como referência epistemológica e estética, as vivências de moradoras e moradores locais, em interlocução com outras referências culturais.

### Núcleo para Criar, Encantar e Transformar
É o núcleo artístico da Casa do Beco. Constituído por quatro elencos artísticos:
- Cia Movimento do Beco (Dança)
- Cine Beco (Audiovisual)
- Grupo do Beco (Teatro)
- Grupo Teatro Entre Elas[9][10][11][12][13] (Teatro)

## Principais Atividades
Dentre as atividades desenvolvidas pela Casa do Beco estão: a criação e apresentação de espetáculos teatrais; criação e apresentação de  espetáculos de dança; consultorias em gestão e produção cultural; produção e exibição de filmes; oficinas de teatro, dança e audiovisual.
“Viemos para cá e mudou o rumo da minha vida. Eu pensava que eu nem ia andar mais. Hoje o que dá para fazer eu faço. Eu tento. Eu vou. Eu simplesmente vou. Se eu vou conseguir eu não sei. Mas que eu consigo, eu consigo. Se eu não for, eu não vou saber, né?”, completou a atriz.

A instituição frequentemente recebe em seus espaços, em parceria, atividades de grupos e artistas da cidade e de outros locais do estado e do país - a exemplo do Teatro Oficina, com o dramaturgo José Celso Martinez Correa, em 2010, a Tribo de Atuadores Ói Nóis Aqui Traveiz, em 2014 parte da programação do Festival Internacional de Arte Negra de Belo Horizonte - FAN, em 2019 e, em 2023, o espetáculo "Casa", da Cia. Zula de Teatro.
Além disto, leva seus espetáculos para outros palcos como ocorreu com as experiências de circulação no Campus da Universidade Federal de Minas Gerais - UFMG no interior de Minas Gerais e a Cidade Tiradentes, em São Paulo.

## A Casa do Beco e a Fazendinha Dona Izabel

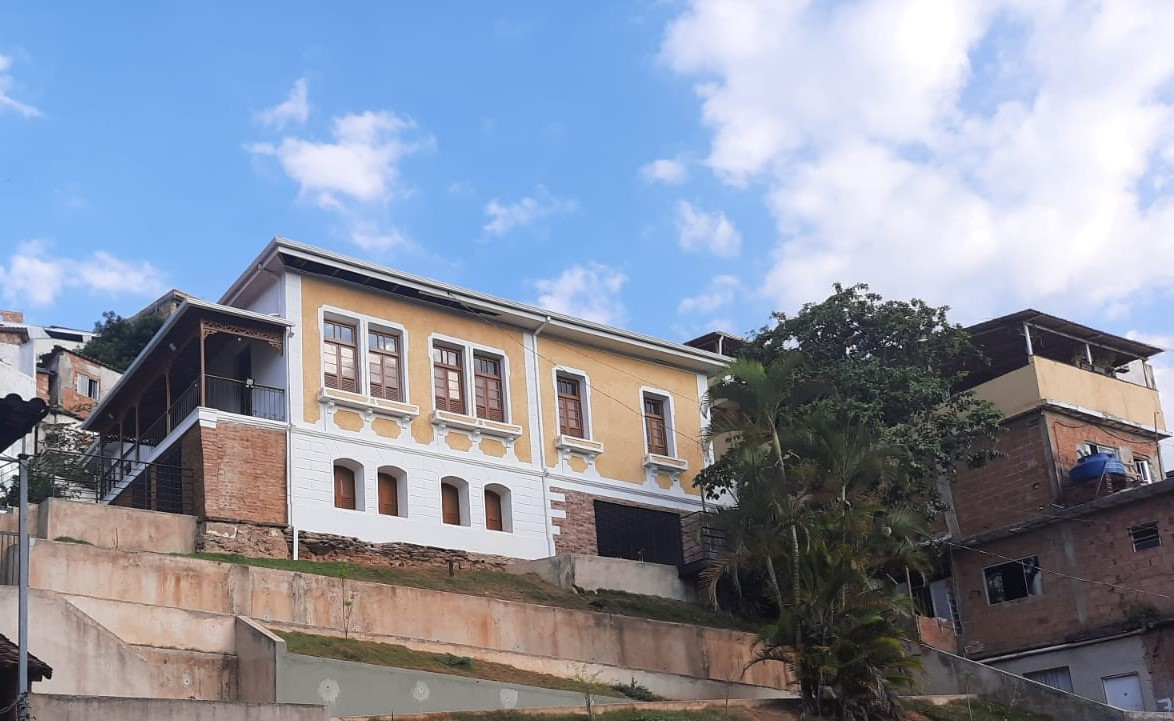
Fazendinha Dona Izabel, edificação tombada como patrimônio municipal, em 1992, a pedido da Comunidade do Aglomerado Santa Lúcia, BH/MG. Restaurada em 2022 e, desde então, administrada pela Associação Cultural Casa do Beco.

A relação da Casa do Beco com a Fazendinha Dona Izabel data de muito antes do convite da Prefeitura Municipal de Belo Horizonte para que a instituição fosse gestora do espaço recém-restaurado. Entre 2005 e 2007, a Casa do Beco participou, juntamente com outras instituições da comunidade e a Universidade Federal de Minas Gerais, do "Projeto Memória - para além do Horizonte Planejado", que tinha por finalidade o trabalho com a memória do Aglomerado Santa Lúcia. Nesta época, fortaleceu o contato com Dona Maria Izabel Rocha de Magalhães - a Dona Izabel, passando a compreender a importância de valorizar a história de vida da família dela e das demais que habitavam a Fazendinha, há décadas, na compreensão do patrimônio cultural que o espaço se tornara. A história do casarão tombado e, mesmo após o tombamento, ignorado pela cidade, estava profundamente relacionada também à historia daquelas famílias. Um dos resultados do Projeto foi a publicação da (Re)Vista da Laje, com perfis e histórias da comunidade, incluindo registros sobre Dona Izabel.
À época, a instituição ajudou a mobilizar, juntamente com a UFMG, uma campanha para arrecadar fundos para a substituição do telhado da edificação que havia caído, devido à queda de uma árvore, por ocasião de fortes chuvas. A ocorrência agravava o risco para as famílias que viviam no casarão.

## Composição da Equipe, em 2023
■ Núcleo de Desenvolvimento Estratégico Institucional (gestão): Doni Oliveira, Janete Pinheiro, Josemeire Alves Pereira, Maisa Silva e Nil César
■ Direção de Articulações Estratégicas: Nil César
■ Gestão Institucional: Josemeire Alves Pereira
■ Gestão Fazendinha Dona Izabel: Nil César
■ Núcleo para Criar, Encantar e Transformar: Liliane Alves da Silva (Coordenação)
Elencos
- Grupo do Beco: Alexandre Souza, Erlon Vital, Fernanda Carvalho e Marcela Matos
- Cia. Movimento do Beco: Amanda Gonçalves, Carol Oliveira, Paixão Sessémeandê (Voluntarie) e Will Inácio
- Cine Beco: Gabriela Matos e Pris Campelo
- Grupo Teatro Entre Elas: Ana de Oliveira, Adeguimar Alves, Cruzelina Conceição, Júnia Leonel, Maria das Graças Pereira, Maria das Mercês Silva, Maria do Carmo Fernandes, Maria Geralda de Paula, Maurina da Silva, Milta de Oliveira, Rita Cardoso, Rosalina Cardoso e Suzete de Sousa

■ Núcleo para Curadoria e Programação Cultural da Casa do Beco: Josemeire Alves Pereira (Coordenação)
■ Núcleo para Gerar Recursos, Renda, Sustentabilidade e Desenvolvimento: Maisa Silva e Nil César
■ Núcleo para Administrar e Cuidar dos Recursos: Janete Pinheiro(Coordenação) e Tamires Almeida (Assistente)
■ Núcleo para Comunicar, Desenvolver e Relacionar: Maisa Silva (Coordenação)
■ Núcleo de Marketing: Nil César (Coordenação)
■ Núcleo para Produção: Janete Pinheiro (Coordenação/Produção Executiva), Deylon Gabriel (Assistente)
■ Núcleo para Manutenção Estrutural e de Equipamentos/Técnica: Doni Oliveira (Gerência do Núcleo), Alexandre Almeida (Coordenação de Manutenção), Igor Amado (Assistente de Manutenção e Técnica), Ivanete Pinheiro e Tamires Almeida (Zeladoras)

## Principais espetáculos e produção audiovisual
As produções dos elencos que atualmente integram o Núcleo para Criar, Transformar e Encantar, da Casa do Beco, são diversas. Abaixo são relacionadas algumas das que foram criadas ao longo do tempo, desde período anterior à constituição desse Núcleo.
| Título                                            | Tipo                  | Coletivo                | Ano  | Direção/Concepção                                  |
| ------------------------------------------------- | --------------------- | ----------------------- | ---- | -------------------------------------------------- |
| Bendita a voz entre as mulheres                   | Teatro                | Grupo do Beco           | 2002 | Ana Domitila e Júlio Maciel                        |
| Morro de Amores                                   | Teatro                | Grupo do Beco           | 2006 | Leila Verçosa e Nil César                          |
| A Laje                                            | Teatro                | Grupo do Beco           | 2008 | Leila Verçosa e Polyana Horta                      |
| O morro do pássaro falante                        | Teatro                | Grupo do Beco           | 2012 | Nil César                                          |
| Estima                                            | Daça                  | Cia Movimento do Beco   | 2014 | Nil César                                          |
| Micromundo                                        | Teatro                | Grupo do Beco           | 2016 | Rosana Ferreira                                    |
| Quando eu vim para um Belo Horizonte              | Teatro                | Grupo Teatro Entre Elas | 2016 | Nil César                                          |
| Mãe, raiz do Morro                                | Teatro                | Grupo Teatro Entre Elas | 2017 | Liliane Alves, Fernanda Carvalho, Marcelo Oliveira |
| Lâminas                                           | Dança                 | Cia Movimento do Beco   | 2018 | Victor Alves                                       |
| Histórias de Lá e de Cá                           | Contação de Histórias | Grupo do Beco           | 2019 | Beatriz Mihrra                                     |
| Quando eu vim para um Belo Horizonte (remontagem) | Teatro                | Grupo Teatro Entre Elas | 2019 | Nil César e Liliane Alves                          |
| Socorro                                           | Videodança            | Cia Movimento do Beco   | 2020 |                                                    |
| Enquanto Houver Voz                               | Videodança            | Cine Beco               | 2020 | Gabriela Matos                                     |
| Por entre janelas                                 | Filme Teatral         | Grupo do Beco           | 2020 | Grupo do Beco e Liliane Alves                      |
| Tente Algo Novo                                   | Vídeo                 | Grupo Teatro Entre Elas | 2020 | Liliane Alves                                      |
| Vovó vai à África                                 | Filme Teatral         | Grupo Teatro Entre Elas | 2021 | Liliane Alves                                      |
| É pra saír?!                                      | Filme Teatral         | Grupo do Beco           | 2021 | Gabriela Matos                                     |
| "De Beco em Beco" – uma casa sonhada em arte      | Documentário          | Cine Beco               | 2021 | Gabriela Matos                                     |
| EmpreteSer                                        | Videodança            | Cia Movimento do Beco   | 2021 | Amanda Gonçalves                                   |
| Na linha do meu lembrar                           | Teatro                | Grupo do Beco           | 2022 | Liliane Alves                                      |

## Reconhecimento social e artístico cultural
Ao longo de sua trajetória, o trabalho desenvolvido pela Casa do Beco tem recebido reconhecimento por sua relevância sociocultural e artística. Além de alguns prêmios, como o "Bom Exemplo - Categoria: Cultura", concedido pela Rede Globo Minas ao fundador da instituição e Diretor de Articulação Estratégica, Nil César, a inserção da instituição em fóruns de representação como o CONFOCO e a Rede Pontos de Cultura, tem possibilitado contribuições importantes a outros grupos culturais, a partir da experiência de autogestão desenvolvida pela Casa. Outro signo deste reconhecimento é a produção acadêmica sobre esta experiência, como atestado pela dissertação "Arte, Cultura e Transformação nas vilas e favelas: Um olhar a partir do Grupo do Beco", de Clarice de Assis Libânio, defendida em 2008, pelo departamento de Sociologia e Antropologia da UFMG, a tese "Um estudo de caso do letramento literário em famílias de camadas populares", defendida por Virgínia de Souza Avila Oliveira, na Faculdade de Educação da UFMG, em 2015, a tese  "Território e experiências culturais: apropriações do lazer em dois Pontos de Cultura de Belo Horizonte/MG", defendida por Agustín Arosteguy, pela Escola de Educação Física, Fisioterapia e Terapia Ocupacional da UFMG, em 2018 e, mais recentemente, a dissertação "O Teatro Entre Elas: uma partilha sensível de teatro em comunidade", de Vânia Pereira Silvério, defendida pelo Departamento de Artes Cênicas, da Escola de Belas Artes da UFMG, em 2020.